# Fehntjer Tief
Das Fehntjer Tief ist ein Fluss in Ostfriesland. Das Fehntjer Tief führt von der Gemeinde Großefehn im Landkreis Aurich in westlicher Richtung bis nach Emden. Die Entwässerung erfolgt durch das Oldersumer Sieltief. Im westlichen Teil fließt das Wasser also (entgegen der Darstellung in den meisten Karten) ostwärts. Über das Fehntjer Tief werden weite Teile des Inneren Ostfrieslands entwässert; von großer Bedeutung ist zudem der Bootstourismus, da das Tief zum Großteil auch von motorisierten Booten befahren werden kann. Das Fehntjer Tief nutzt abschnittsweise das frühere Fließgewässer Flumm und wurde im Zuge der Fehnkolonisierung erheblich verbreitert.

## Verlauf

### Quellgewässer
Das Fehntjer Tief speist sich aus zwei Armen, dem Nördlichen und dem Südlichen Fehntjer Tief. Diese beiden Oberläufe fließen exakt an jener Stelle zusammen, wo die Gemeinden Großefehn sowie Ihlow und Moormerland aneinanderstoßen. Dort gibt es viele Altarme, die stark bewachsen sind.
Der nördliche Oberlauf wurde als der bedeutendere identifiziert, als dessen Oberlauf der untere Teil (GKZ: 39411) der Flumm und als dessen „Quellbach“ der Grenzgraben zwischen Großefehn-Wrisse und Aurich-Oldendorf, GKZ: 3941111. Dieser hat allerdings keine Quelle, sondern ist eine Pseudobifurkation
Ursprung, die aus den umliegenden Feldern und Wiesen gespeist wird. Nach Westen ist er durch einen Düker unter dem Zusammenfluss von (oberer) Flumm (GKZ: 39212) und Alter Flumm (GKZ: 39211) zum Sauteler Kanal (GKZ: 392) mit dem unteren Teil der Flumm verbunden. Vom Ursprung bis zum Zusammenfluss sind es 10,4 km.
Der südliche Oberlauf ist insgesamt 6,7 km lang und heißt vom Timmeler Meer an aufwärts Bagbander Tief. Er beginnt mit dem Neuefehnkanal (GKZ: 39421) in Bagband
Ursprung.

### Mittellauf
Vom Zusammenflusses von Nördlichem und Südlichem Fehntjer Tief an hat das Gewässer einen stark geschlängelten, also natürlich entstandenen Verlauf und fließt durch das Naturschutzgebiet Flumm/Fehntjer Tief, das sich nördlich und südlich des Flusslaufs erstreckt. Diese Weidelandschaft wird nur extensiv genutzt. In der Folge unterquert das Fehntjer Tief die A 31 und nimmt von Norden und Süden weitere kleinere Kanäle und Entwässerungsgräben auf. Vom Zusammenfluss von Nord- und Südarm bis zum Beginn des Oldersumer Sieltiefs beträgt der Fließweg 13,4 bis 13,5 km.

### Unterlauf

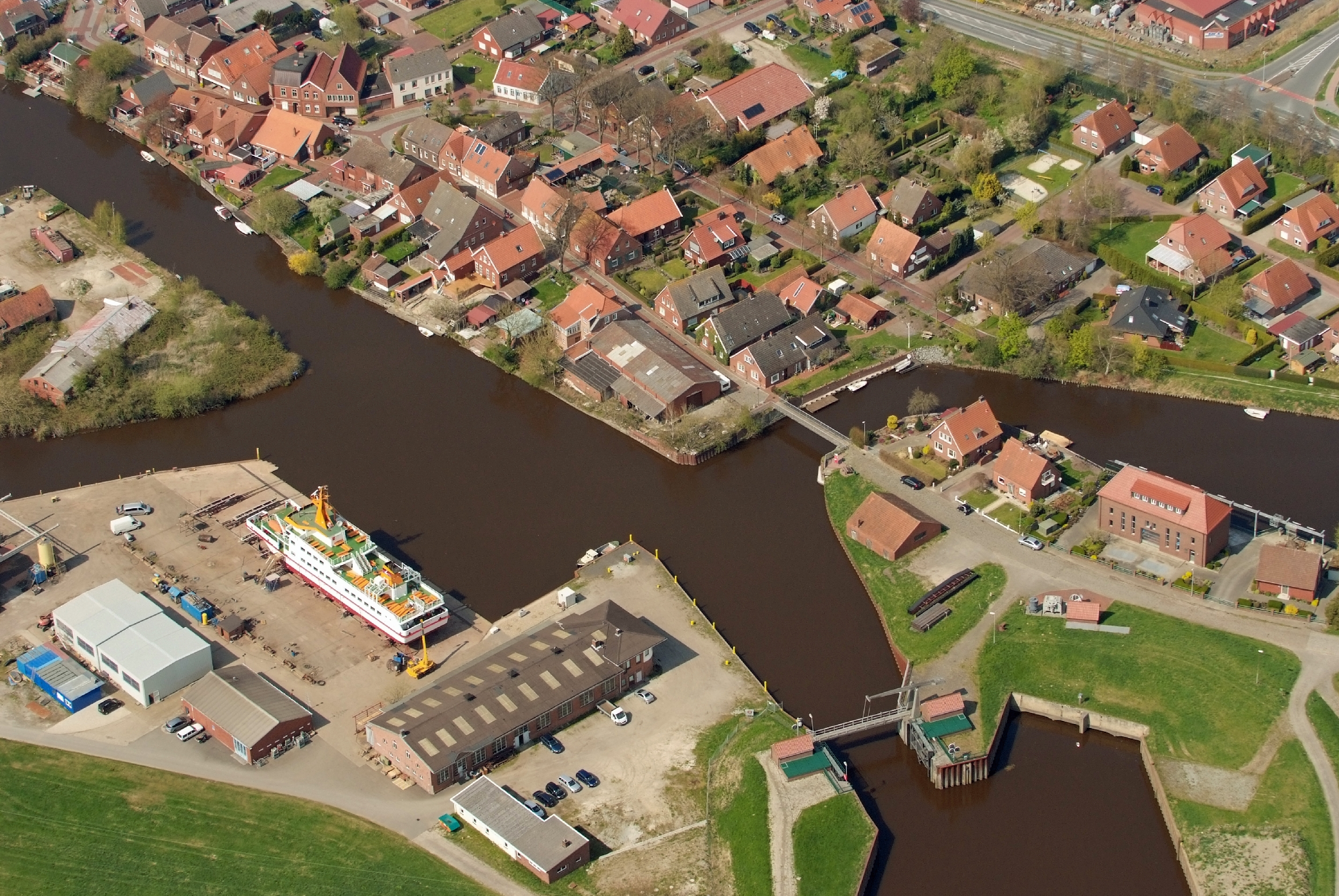
Oldersumer Tief in Oldersum, von links oben; unten der Mahlbusen des Siels, links Verbindung zum Ems-Seitenkanal.

Den Unterlauf, durch den der größte Teil des Wassers in die Ems gelangt, bildet das ebenso stark geschlängelte Oldersumer Sieltief, bis zum Sieltor 4,14, bis zur Uferlinie der Ems 4,44 km lang.

### Westlicher Arm
Westlich des Übergangs in das Oldersumer Tief setzt sich das Fehntjer Tief nach Emden fort. Dieser Abschnitt ist künstlich angelegt, erkennbar an seinem überwiegend geraden Verlauf. Am Petkumer Sieltief hat der Verlauf einen Versatz, weil der westlichste Abschnitt des Fehntjer Tiefs dort weiter nördlich angeschlossen wurde. Zu Entwässerung trägt das Petkumer Sieltief heutzutage nur wenig bei. Es stellt aber als Verkehrsweg eine Verbindung  mit dem Ems-Seitenkanal her. Die Strömungsrichtung in den insgesamt 10,1 km langen westlichen Teilen des Fehntjer Tiefs ist normalerweise ostwärts.

## Freizeitschifffahrt
An der Kesselschleuse in Emden verbindet das Tief mit dem Ems-Jade-Kanal, dem Emder Stadtgraben, der um die Innenstadt herum verläuft, sowie einem Ausläufer des Falderndelftes und damit des Emder Hafens. Von dort besteht durch Schleusen eine Verbindung zur Ems und damit zur Nordsee.
Von Emden bis zum Timmeler Meer ist eine Fahrt mit Motorbooten möglich. Über das Nördliche Fehntjer Tief sowie die Kanäle im Zentrum Großefehns ist eine Fahrt bis nach Wiesmoor machbar – allerdings wegen niedriger, starrer Brücken nur mit Kanus und Kajaks oder kleineren Booten bis zu einer bestimmten Aufbauhöhe. Von Wiesmoor ist über den Nordgeorgsfehnkanal und weitere Kanäle und Flüsse eine Fahrt bis nach Oldenburg und damit zur Weser möglich.